# 햐쿠타케 요시나리
햐쿠타케 요시나리(일본어: 百武 義成, 1977년 11월 21일 ~ )는 일본의 전 축구 선수이다.

## 구단 경력
1996년 J1리그의 세레소 오사카에 입단했다. 1998년까지 24경기에 출전. 1999년 일본 풋볼 리그의 덴소로 이적했다. 2000년후 현역 은퇴.